# Wings at the Speed of Sound
Albums de Wings
Venus and Mars
(1975) Wings over America
(1976)
Wings at the Speed of Sound est le cinquième album studio du groupe Wings, paru en mars 1976. Il est rapidement enregistré durant les deux premiers mois de l'année dans les studios Abbey Road, alors que le groupe est en pleine tournée mondiale et connaît un grand succès.
Musicalement, il se distingue particulièrement des premiers albums du groupe. Paul McCartney tente d'y perdre sa position dominante et laisse chanter d'autres membres du groupe sur certaines compositions. Là où la voix de l'ex-Beatle était auparavant omniprésente sur les albums, elle n'occupe plus que la moitié de celui-ci.
Ce choix déplaît cependant à la critique qui trouve que l'album perd en homogénéité. À cela s'ajoute une impression de conception trop rapide qui transparaît jusque dans la pochette de l'album. Cependant, propulsé par les tournées et les deux tubes internationaux Silly Love Songs et Let 'Em In, l'album atteint la première place des charts aux États-Unis, où il est disque de platine. Il devient également disque d'or en France et au Royaume-Uni.
Cet album a été réédité en même temps que Venus and Mars le 3 novembre 2014, et comporte en plus un CD de bonus audio. Une version deluxe de cet album a aussi été éditée.

## Liste des chansons
Toutes les chansons sont de Paul et Linda McCartney, sauf mention contraire.
1. Let 'Em In (Paul McCartney) – 5:10
2. The Note You Never Wrote – 4:19
  - Chant : Denny Laine
3. She's My Baby – 3:06
4. Beware My Love – 6:27
5. Wino Junko (Jimmy McCulloch, Colin Allen) – 5:19
  - Chant : Jimmy McCulloch

### Face 2
1. Silly Love Songs (Paul McCartney) – 5:53
2. Cook of the House – 2:37
  - Chant : Linda McCartney
3. Time to Hide (Denny Laine) – 4:32
  - Chant : Denny Laine
4. Must Do Something About It – 3:42
  - Chant : Joe English
5. San Ferry Anne – 2:06
6. Warm and Beautiful – 3:12

### Titres bonus de la réédition de 1993
1. Walking in the Park with Eloise (James McCartney) – 3:07
2. Bridge on the River Suite – 3:12
3. Sally G – 3:37 (face B de Junior's Farm)

## Fiche de production

### Interprètes
Wings
- Paul McCartney : chant, basse, contrebasse, guitares, claviers
- Linda McCartney : claviers, chant
- Denny Laine : guitares acoustique et électrique, basse, piano, harmonica, chant
- Jimmy McCulloch : guitares acoustique et électrique, basse, chant
- Joe English : batterie, percussions, chant

## Cuivres
- Howie Casey – saxophone
- Thaddeus Richard – saxophone, clarinette, flûte
- Steve Howard - trompette, bugle
- George Tidwell - trompette
- Tony Dorsey – trombone